# Maher Hannachi
Pour les articles homonymes, voir Hannachi.
Maher Hannachi, né le 31 août 1984 à Monastir, est un footballeur tunisien évoluant en poste de milieu droit entre 2007 et 2024. Il compte huit sélections avec l'équipe de Tunisie.

## Clubs
- août 2007-janvier 2010 : Union sportive monastirienne (Tunisie)
- janvier 2010-juillet 2011 : Al-Ittihad Tripoli (Libye)
- juillet 2011-juillet 2013 : Union sportive monastirienne (Tunisie)
- juillet 2013-juin 2018 : Club sportif sfaxien (Tunisie)
- juin 2018-juillet 2020 : Étoile sportive du Sahel (Tunisie)
- octobre 2020-février 2021 : Ohod Club (Arabie saoudite)
- février 2021-juin 2024 : Stade tunisien (Tunisie)

## Palmarès
- Coupe de la CAF (1) :
  - 2013
- Coupe arabe des clubs champions (1) :
  - 2019
- Coupe de Tunisie (1) :
  - 2024
  - Finaliste en 2014 et 2019
- Supercoupe de la CAF (0) :
  - Finaliste en 2014